# Vaccinioideae
Vaccinioideae biljna je potporodica, dio porodice vrjesovki. Čini je nekoliko tribusa. Ime je dobila po rodu Vaccinium (borovnica).

## Rasprostranjenost
Gotovo diljem svijeta, posebno arktička, umjerena i alpska područja, također vrlo raznolika u neotropskim oblačnim šumama.

## Opis
Polugrmovi, grmlje, loze ili drveće, obično višestanično-dlakave (rubovi listova obično žljezdano dlakavi) ili ih ponekad nema (Andromeda); kora glatka ili izbrazdana, nije ljuskasta. Stabljike su uspravne, povijene, raširene, puzave ili ležeće. Lišće listopadno ili postojano, naizmjenično; peteljka obično prisutna, ponekad je nema (neke vrste roda Vaccinium). Cvatovi su obično aksilarni, ponekad na vrhu, obično metlice ili grozdovi, ponekad žućkasti ili snopovi, ponekad pojedinačni cvjetovi (rađaju na lisnatim grančicama, osim Zenobije na grančicama bez lišća); perule odsutne; brakteje mnogo kraće od čašičnih listića (ponekad ih nema). Cvjetovi viseći; periant i androecium hipogin ili epigin (rodovi Gaylussacia, Vaccinium); čašični listovi (4-)5[-8]; latice 4-5(-6), spojene (rijetko različite ili gotovo takve kod nekih vrsta Vaccinium), vjenčić listopadan, zvonast, cilindričan ili urceolatan, režnjevi obično mnogo kraći (ponekad duži) od cijevi; intrastaminalni nektarni disk odsutan ili prisutan; prašnika 8-10[-16]; prašnici se otvaraju terminalnim porama ili kratkim prorezima; jajnik 5- ili 10-lokularni; placentacijski aksil; stil ravan. Plodovi čahurasti, dehiscencija lokulicidna,  ili koštuničasta, nerazvijena. Sjemenke 200-300, različite, jajolike ili obovoidne do elipsoidne, kopljaste ili stožaste, do uglate ili klinaste ili polumjesečaste, obično bez krila, ponekad blago krilate ili s repom.

## Tribusi
1. Andromedeae Klotzsch
2. Gaultherieae Nied.
3. Lyonieae Kron & Judd
4. Oxydendreae H.T.Cox
5. Vaccinieae Rchb.